# جوديث باري
جوديث باري (بالإنجليزية: Judith Barry)‏ هي فنانة تشكيلية أمريكية، ولدت في 1954 في كولومبوس في الولايات المتحدة.